# Wegekreuz Gerkerather Mühle

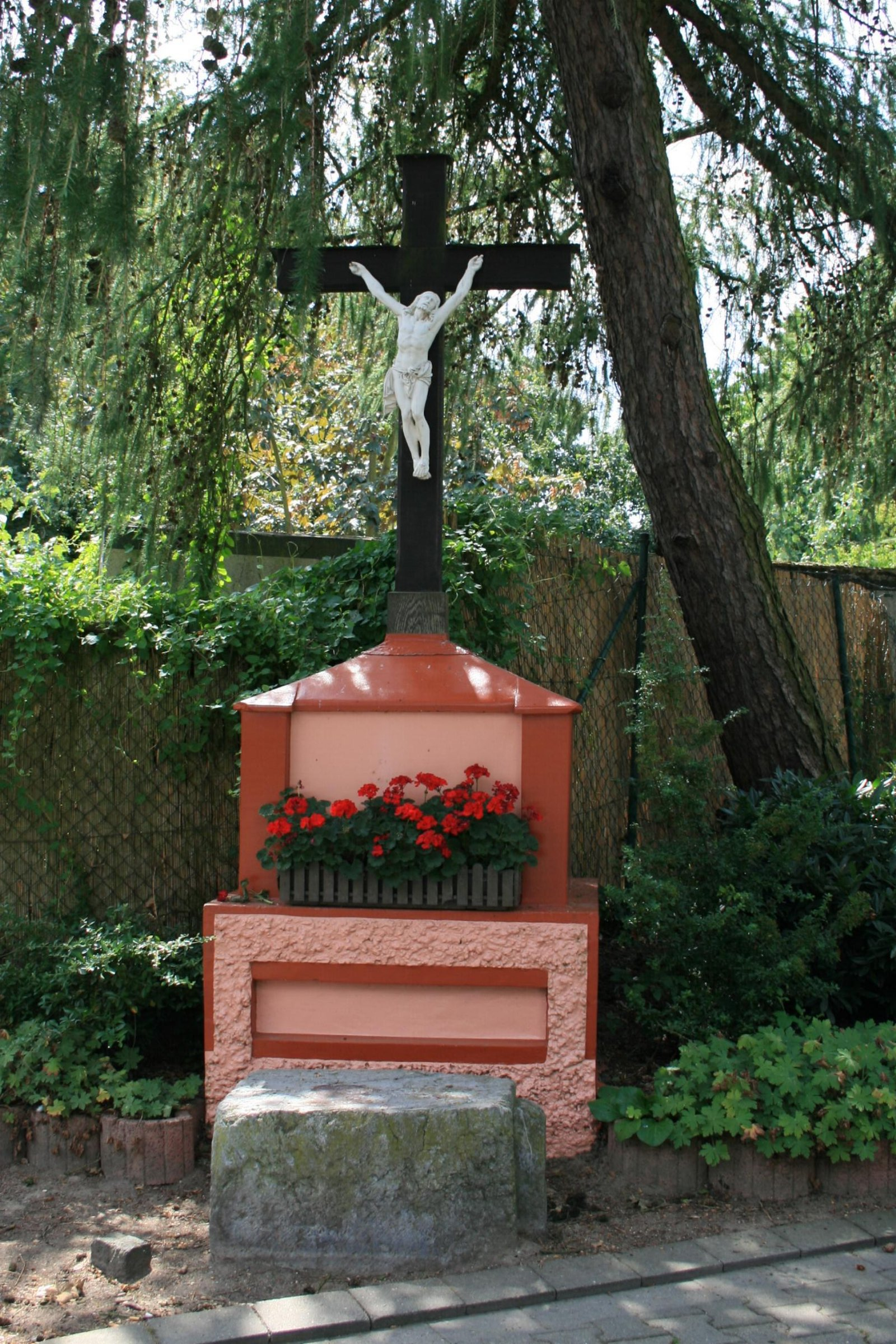
Wegekreuz (2010)

Das Wegekreuz an der Gerkerather Mühle 38 steht im Stadtteil Rheindahlen  in Mönchengladbach (Nordrhein-Westfalen).
Das Wegekreuz wurde im 19. Jahrhundert erbaut. Es ist unter Nr. G 046 am 10. Oktober 1995 in die Denkmalliste der Stadt Mönchengladbach eingetragen worden.

## Lage
Das Wegekreuz steht an der Einfahrt zur Gerkerather Mühle.

## Architektur
Es ist ein hohes, schmales Schaftkreuz aus Holz mit Metallcorpus auf einem verputzten, gegliederten Steinsockel.